# Ischyra vigens
Ischyra vigens är en insektsart som först beskrevs av Walker, F. 1869.  Ischyra vigens ingår i släktet Ischyra och familjen vårtbitare. Inga underarter finns listade i Catalogue of Life.